# Jesús Menéndez
Jesús Menéndez è un comune di Cuba, situato nella provincia di Las Tunas.